# Джустиниани, Джаннандреа
Джаннандреа Джустиниани Лонго (итал. Giannandrea Giustiniani Longo; 1494, Генуя — 1554, Генуя) — дож Генуэзской республики.

## Биография
Сын Бальдассаре Лонго и Дженеврины Спинола, родился в Генуе примерно в 1494 году.
С юности он отметился военными заслугами на службе Генуэзской республики. В команде корабля под названием Justine Джаннандреа воевал против турок, венецианцев и португальцев. Наряду со Стефано Спинолой в 1528 году он командовал войском, которое атаковало Савону после того, как город попытался заключить союз с Францией. После восстановления независимости от Франции в 1528 году он заключил родственный альянс с семьей Джустиниани.
Среди официальных должностей, которые Джаннандера занимал в Генуе, были военный министр, сенатор и прокурор.
Джустиниани был избран дожем 4 января 1539 года, сменив Джованнии Баттисту Дориа и став 52-м дожем в истории республики. Во время своего правления он активно занимался смягчением последствий голода, который поразил город, образовав Магистрат милосердия и предоставив льготы ломбардам. Он был ответственным за строительство ворот Porta d’Archi и отстройкой улицы с тем же названием. Мандат закончился 4 января 1541 года.
Джустиниани был женат на Магдалине Банка, которая родила ему двух дочерей. Он умер около 1554 года в Генуе и был похоронен в церкви Санта-Мария-ди-Кастелло. Его могила была разрушена во время французской бомбардировки города в 1684 году.